# Archanara gigantea
Archanara gigantea är en fjärilsart som beskrevs av Ludwig Osthelder 1935. Archanara gigantea ingår i släktet Archanara och familjen nattflyn. Inga underarter finns listade i Catalogue of Life.